# Vincent Desagnat
Pour les articles homonymes, voir Desagnat.
 (août 2023).
Si vous disposez d'ouvrages ou d'articles de référence ou si vous connaissez des sites web de qualité traitant du thème abordé ici, merci de compléter l'article en donnant les références utiles à sa vérifiabilité et en les liant à la section « Notes et références ».
Vincent Desagnat est un acteur, animateur de radio et de télévision français, né le 9 mars 1976 dans le 16e arrondissement de Paris, en France.

## Biographie

### Origines familiales
Vincent Desagnat est le troisième et dernier fils de la monteuse Janette Kronegger et du réalisateur et scénariste Jean-Pierre Desagnat, le petit-fils de l'actrice Francia Séguy, le frère du réalisateur et scénariste François Desagnat et du producteur et assistant réalisateur Olivier Desagnat.

### Carrière
Parallèlement à sa carrière cinématographique, Vincent Desagnat est animateur radio sur Fun Radio et Radio Nova, puis a coanimé avec ses complices Benjamin Morgaine et Michaël Youn l'émission matinale et déjantée Morning Live diffusée simultanément sur M6 et Fun TV de juillet 2000 à mars 2002.
Avant cette reconnaissance par le public télévisuel, certains ont aussi pu le voir figurant dans le clip L'avenir est un long passé de Manau vers 1998-1999, réalisé par son frère, ainsi que jouant un patient en arrière-plan dans un épisode de la série H.
En 2002, il sort un album avec ses deux acolytes du Morning Live sous le nom de Bratisla Boys, boys band parodique dérivé d'un des sketches de la matinale d'M6.
Le trio sort également un deuxième opus en 2003 sous le nom de Conards, pour la bande originale du film Les Onze Commandements, dont il a co-écrit le scénario. Il a notamment participé au Iznogoud, film très controversé quoique fort populaire avec trois millions de spectateurs.
Vincent Desagnat présente et commente, de octobre 2006 à mars 2013, avec Benjamin Morgaine, l'émission Menu W9 sur W9, un condensé des émissions nippones Sushi TV, Takeshi's Castle, Ninja Warrior et Viking.
En parallèle, le trio se réunit de nouveau pour former Fatal Bazooka, un groupe de rap parodique.
Vincent Desagnat présente, depuis septembre 2013, l'émission Show ! Le Matin accompagné de Cartman et Stéphanie Loire[réf. souhaitée].
Depuis 2015, il joue le rôle récurrent de Philippe, un ami de Fabien, dans la série Scènes de ménages.[réf. nécessaire]
En 2024 il participe à la Saison 6 de Mask Singer sous le costume du cornichon.

## Émissions

### Animation
- 2000-2002 : Morning Live (M6) avec Michaël Youn et Benjamin Morgaine
- 2006-2013 : Menu W9 (W9) avec Benjamin Morgaine
- 2013-2015 : SHOW ! Le matin (D17) : avec Cartman, Stéphanie Loire et Miko
- 2020-2024 : Le Morning Night (M6) avec Michaël Youn et Benjamin Morgaine
- 2023 : Frogger sur Gulli avec Benjamin Morgaine
- 2024 : Bertrand n'a pas sommeil (France 2) : chroniqueur
- 2024 : Le meilleur des What the Fun Games sur Gulli avec Benjamin Morgaine.

### Participations
- 2004 : Zone rouge sur TF1
- 2014 : Canapé Quiz sur TMC
- 2020 : District Z sur TF1
- 2020-2022 : Le Grand Concours sur TF1
- 2022 : Le Grand Quiz sur TF1
- 2022 : Le Meilleur Pâtissier Spécial célébrités (saison 5) sur Gulli
- 2023 : Les Traîtres sur M6
- 2023 : Celebrity Hunted sur Amazon Prime
- 2024 : Saison 7 du Meilleur Pâtissier, spécial célébrités sur Gulli
- 2024 : Mask Singer (saison 6) sur TF1

## Filmographie

### Cinéma
- 1999 : Calidoscopico, de François Desagnat (court-métrage)
- 2000 : La Malédiction de la mamie, de François Desagnat et Thomas Sorriaux (court-métrage)
- 2000 : La Bostella, d'Édouard Baer : un fan d'Edouard
- 2003 : La Beuze, de François Desagnat et Thomas Sorriaux : Scotch Bitman
- 2003 : Les Onze Commandements, de François Desagnat et Thomas Sorriaux a participé à l'écriture du scénario : Vince
- 2004 : Le Carton, de Charles Nemes : Antoine
- 2005 : Iznogoud, de Patrick Braoudé : un prince
- 2006 : Les Gens dans mon lit, court-métrage de Victoria Cohen
- 2006 : Incontrôlable, de Raffy Shart : un amoureux du parc
- 2006 : L'École pour tous, d'Éric Rochant : M. Leroux
- 2006 : Fracassés, de Franck Llopis : Pedro
- 2006 : Les Aristos, de Charlotte de Turckheim : Charles-Edouard
- 2008 : 15 ans et demi, de François Desagnat et Thomas Sorriaux : l'animateur radio
- 2008 : Skate or Die de Miguel Courtois : un policier
- 2008 : Les Dents de la nuit de Stephen Cafiero et Vincent Lobelle : Edward, le neveu du comte
- 2009 : Cyprien de David Charhon : Kiki
- 2009 : Lascars, film d'animation de Albert Pereira-Lazaro et Emmanuel Klotz : voix de John Boolman
- 2009 : Toute ma vie, court métrage de Pierre Ferriere : l'homme
- 2010 : Fatal de Michaël Youn : Pedro Summer
- 2010 : Au bistro du coin de Charles Nemes : Jérémy
- 2011 : De l'huile sur le feu de Nicolas Benamou
- 2013 : La Vraie Vie des profs d'Emmanuel Klotz et Albert Pereira Lazaro : M. Amazou
- 2014 : Babysitting de Philippe Lacheau : Ernest
- 2015 : Babysitting 2 de Philippe Lacheau : Ernest
- 2016 : Adopte un veuf de François Desagnat : Roméo
- 2016 : À fond de Nicolas Benamou : adjudant-chef Besauce
- 2017 : Alibi.com de Philippe Lacheau : Romain
- 2017 : Les Nouvelles Aventures de Cendrillon de Lionel Steketee : le frère du prince
- 2017 : Rattrapage de Tristan Séguéla : Le CPE [3]
- 2018 : Les Aventures de Spirou et Fantasio  d'Alexandre Coffre : Claude[4]
- 2018 : Comment tuer sa mère de David Diane et Morgan Spillemaecker : Nico
- 2018 : Christ(off) de Pierre Dudan : Joseph
- 2018 : Le Gendre de ma vie de François Desagnat : Le patient de Suzanne
- 2019 : Raoul Taburin a un secret de Pierre Godeau : sauveur Bilongue
- 2020 : Divorce Club de Michaël Youn : joueur de mandoline
- 2020 : Zaï zaï zaï zaï de François Desagnat : Franck
- 2021 : En passant pécho de Julien Royal : Gildas
- 2021 : Mystère à Saint-Tropez de Nicolas Benamou : Andreas Kalamannis
- 2021 : Haters de Stéphane Marelli : Gilles
- 2021 : Super-héros malgré lui de Philippe Lacheau : Norbert
- 2023 : Astérix et Obélix : L'Empire du Milieu de Guillaume Canet : Perfidus
- 2023 : BDE de Michaël Youn : Vinz
- 2024 : On aurait dû aller en Grèce de Nicolas Benamou : Berthier
- 2025 : Le Jardinier de David Charhon : Policier Ministère
- 2025 : La Tournée de Florian Hessique : le maire

### Télévision
- 1989 : Les Cinq Dernières Minutes : Les Chérubins ne sont pas des anges de Jean-Pierre Desagnat
- 1998 : H (Saison 1, épisode 8 : Une belle maman) : Un aide-soignant en blouse bleue
- 2003 : Le Grand Plongeoir, feuilleton télévisé de Tristan Carné, Nicolas et Bruno et Guy Saguez
- 2005 : Élodie Bradford, série télévisée de Laurent Carcélès (épisode 3 : Une amie pour Élodie)
- 2010 : Le Pas Petit Poucet (téléfilm) de Christophe Campos : l'Ogre
- 2010-2015 : Scènes de ménages, série télévisée : Philippe, ami de Fabien et Emma
- 2011 : United colors of Jean-Luc, série télévisée de Jérôme Lhotsky et Fabrice Éboué : Jean-Luc
- 2012 : Soda, série télévisée : vedette invitée
- 2012 : Yes We Can, téléfilm d'Olivier Abbou : Jordan
- 2012 : Cher radin !, téléfilm de Didier Albert : Laurent
- 2017 : Scènes de ménages : Ça va être leur fête !
- 2020 : Dérapages, série télévisée de Ziad Doueiri : Major Morisset
- 2021 : Frérots (série OCS) : Benoit Benedict
- 2022 : Visitors (série) de Simon Astier : Mitch
- 2022 : Darknet-sur-Mer (Prime Vidéo) : M. Ledoux
- 2022 : Tous Inconnus de Nicolas Hourès : Lui-même
- 2023 : L'École de la vie : Patrice Pottier
- 2023 : L'Incroyable Embouteillage de David Charhon : Pierrick
- 2024 : Face à face (Saison 2, épisode 3 : Survivre) : Cyril Vollier
- 2024 : Les Capone attendent un bébé de Gaël Leforestier
- 2025 : Nouveau jour : Erwan Maillol

### Jeu vidéo
Disney Universe : Hex

## Théâtre
- 2011 : Fume cette cigarette d'Emmanuel Robert-Espalieu, mise en scène Édouard Molinaro, Théâtre des Mathurins
- 2017 : Merci pour le bruit de Charlotte Gabris, mise en scène Sarah Lelouch, Théâtre de la Gaîté Montparnasse
- 2018 : L'Ordre des choses de Marc Fayet, mise en scène Richard Berry, théâtre de la Michodière
- 2024 : La Veuve rusée de Carlo Goldoni, mise en scène Giancarlo Marinelli, théâtre des Bouffes Parisiens